# Pierluigi Battista
Pierluigi Battista (Roma, 3 luglio 1955) è un giornalista, scrittore, opinionista e conduttore televisivo italiano.

## Biografia
Figlio di Vittorio, che fu volontario nella Repubblica Sociale Italiana e poi dirigente del Movimento Sociale Italiano, si laurea in lettere moderne nel 1978 all'Università La Sapienza di Roma, iniziando la sua attività giornalistica nei mensili Mondoperaio e Pagina, collaborando poi a L'Espresso. Nel 1985 viene assunto come redattore nella sede romana della Laterza dal direttore editoriale Enrico Mistretta. Nel 1988 inizia a lavorare per il settimanale Epoca e per il mensile Storia Illustrata entrambi diretti da Alberto Statera. Due anni più tardi si trasferisce al quotidiano La Stampa come responsabile della redazione romana ed editorialista. Nel 1996 accetta la proposta di Giuliano Ferrara ed è suo vice a Panorama. L'anno seguente Ferrara lascia la direzione del settimanale e Battista rientra a La Stampa come editorialista.
Nel 2004 conduce il programma di approfondimento su Rai 1 Batti e ribatti, occupando il posto di Enzo Biagi, che era stato allontanato con l'editto bulgaro. Dal 2005 al marzo 2009 è vicedirettore del Corriere della Sera, con delega per le pagine culturali. Nell'aprile 2009 è tornato a Roma come inviato editorialista del quotidiano di via Solferino. Dall'inizio del 2009 tiene regolarmente una rubrica ("Finale di partita") di attualità e costume su Magazine, settimanale del quotidiano milanese. 
Il 18 gennaio 2021 annuncia l'abbandono del Corriere della Sera dopo 16 anni, a partire dal 31 gennaio. Il 26 gennaio successivo inizia a scrivere sull'edizione italiana di HuffPost.
Ha condotto tre edizioni della trasmissione televisiva di LA7 Altra storia.

## Opere
- Parole in libertà. Duelli, gaffes e spropositi dell'Italia che ci tocca leggere, Roma, Editori Riuniti, 1994, ISBN 88-359-3818-X
- Contraddittorio '95. Idee e polemiche culturali da un anno all'altro, Collana I grilli, Venezia, Marsilio, 1996, ISBN 88-317-6319-9.
- Cultura e ideologie, in Giovanni Sabbatucci, con Vittorio Vidotto (a cura di), Storia d'Italia, VI, L'Italia contemporanea. Dal 1963 a oggi, Roma-Bari, Laterza, 1999, ISBN 88-420-5854-8.
- La fine dell'innocenza. Utopia, totalitarismo e comunismo, Venezia, Marsilio, 2000, ISBN 88-317-7437-9.
- Il partito degli intellettuali. Cultura e ideologie nell'Italia contemporanea, Roma-Bari, Laterza, 2001, ISBN 88-420-6348-7.
- Parolaio italiano, Milano, Rizzoli, 2003, ISBN 88-17-87204-0. [ Premio Nazionale Rhegium Julii, Giornalismo[5] ]
- Il Gulag in Italia: la battaglia della verità contro il negazionismo, in AA. VV., Storie di uomini giusti nel Gulag, Milano, Bruno Mondadori, 2004, ISBN 88-424-9189-6.
- Cancellare le tracce. Il caso Grass e il silenzio degli intellettuali italiani dopo il fascismo, Milano, Rizzoli, 2007 ISBN 88-17-01562-8
- I conformisti. L'estinzione degli intellettuali d'Italia, Collana Saggi italiani, Milano, Rizzoli, 2010, ISBN 978-88-17-03835-5.
- Lettera a un amico antisionista, Collana Saggi italiani, Milano, Rizzoli, 2011, ISBN 978-88-17-04743-2.
- La fine del giorno: un diario, Collana Saggi italiani, Milano, Rizzoli, 2013, ISBN 978-88-17-06450-7.
- I libri sono pericolosi. Perciò li bruciano, Milano, Rizzoli, 2013, ISBN 978-88-170-7428-5.
- Mio padre era fascista, Collana Strade blu.Non fiction, Milano, Mondadori, 2016, ISBN 978-88-04-66002-6.
- A proposito di Marta. Le poche cose che ho capito di mia figlia, Collana Strade blu.Non fiction, Milano, Mondadori, 2017, ISBN 978-88-046-8176-2.
- Il senso di colpa del dottor Živago, Collana Le onde, Milano, La nave di Teseo, 2018, ISBN 978-88-934-4655-6.
- Libri al rogo. La cultura e la guerra all'intolleranza, Collana Le onde, Milano, La nave di Teseo, 2019, ISBN 978-88-346-0127-3.
- La nuova caccia all'ebreo, Collana Altrove, Macerata, Liberilibri, 2024, ISBN 979-128-0447-487.

### Curatele
- Alberto Ronchey, Il fattore R. Conversazione con Pierluigi Battista, Milano, Rizzoli, 2004, ISBN 978-88-170-0140-3.

## Programmi condotti
- Batti e ribatti
- Altra storia